# Manuel Debus
Manuel Debus (* 1948 in Nürnberg) ist ein deutscher Physiotherapeut, Buchautor und ehemaliger Triathlet.

## Leben
Debus ist mit Detlef Kühnel einer von zwei Deutschen, die 1982 einen Ironman-Triathlon zuerst bestritten haben. Er gilt damit als Gründervater der deutschen Triathlonbewegung. Seine Erfahrungen aus den WM-Rennen beim Ironman Hawaii hat er in einem Buch zusammengetragen. Er hat das erste deutschsprachige Handbuch zum Thema Triathlon geschrieben, das vielen Athleten zum Einstieg in eine bis dahin unbekannte Sportart verhalf.
1983 schuf Debus die ersten organisatorischen Strukturen und gründete den DTV (Deutschen Triathlon Verband), einen der beiden Vorläuferverbände der heutigen Deutschen Triathlon Union (DTU).
Sein ursprünglicher Beruf ist Textilkaufmann. Nach dem Studium der Betriebswirtschaft erlernte er den Beruf des Masseurs und med. Bademeisters. Mittlerweile ist er Inhaber einer Physikalischen Praxis in Nürnberg.
Manuel Debus ist verheiratet mit Margit Debus und hat einen Sohn und eine Tochter.

## Sportliche Erfolge
| Datum/Jahr    | Platz | Wettbewerb     | Austragungsort | Zeit     | Bemerkung |
| ------------- | ----- | -------------- | -------------- | -------- | --------- |
| 25. Okt. 1987 | 414   | Ironman Hawaii | Kona           | 11:30:26 | [ 3 ]     |
| 26. Okt. 1985 | 198   | Ironman Hawaii | Kona           | 11:11:29 |           |
| 22. Okt. 1983 | 114   | Ironman Hawaii | Kona           | 11:24:54 |           |
| 9. Okt. 1982  | 331   | Ironman Hawaii | Kona           | 12:42:19 |           |